# Policzek

Policzki (genae) oznaczone kolorem różowym

Głowa trylobita. Policzki oznaczone na fioletowo i niebiesko

Policzek – część ciała zwierząt występująca po bokach głowy.

## Stawonogi

### Owady
U owadów policzek (łac. gena, l. mn. genae) jest parzystym sklerytem położonym z boku głowy. Policzki leżą za bruzdami czołowymi (łac. fronto-genal sulcus, ang. frontal suture). Za nimi może się znajdować kolejny skleryt, zwany zapoliczkiem (postgena lub subgena) oddzielony od policzka bruzdą zapoliczkową (ang. subgenal suture).

### Trylobity
U trylobitów policzki to części grzbietowej tarczy głowy, leżące po bokach i niekiedy też z przodu glabelli, od której odseparowane są bruzdami osiowymi. U prymitywniejszych form, jak Olenellina, policzki są jednolite, natomiast u pozostałych podzielone są szwami twarzowymi na wolne librigenae i przyrośnięte do glabelli fixigenae. Tylna i boczne krawędzie policzków tworzą kąty policzkowe, które mogą być przedłużone w kolce policzkowe (ang. genal spines).

## Ssaki

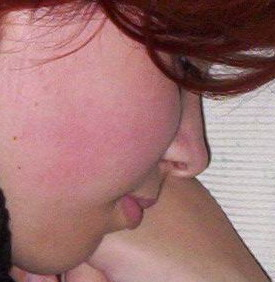
Policzek młodej kobiety.

U ssaków policzki stanowią zewnętrzne ograniczenie przedsionka jamy ustnej. Sięgają one od kąta ust do fałdu skrzydłowo-żuchwowego.
Policzek składa się z 3 warstw. Od zewnątrz leży skóra, którą porastają włosy. Pod nią znajduje się mięsień, od wewnątrz pokryty błoną śluzową, przechodzącą na krawędzi zębodołowej w dziąsła. W obrębie policzka leżą gruczoły policzkowe, a u Carnivora także gruczoł jarzmowy. Gruczoły te uchodzą do przedsionka jamy ustnej.

### Człowiek
U człowieka policzek stanowi obszar leżący po obu stronach twarzy, od kąta ust do ucha i od łuku jarzmowego do brzegu żuchwy. Stanowi jedną ze ścian przedsionka jamy ustnej. Jego ścianę tworzą: skóra, tkanka tłuszczowa, powięź policzkowo-gardłowa, mięsień policzkowy, warstwa gruczołów i błona śluzowa.

Przeczytaj ostrzeżenie dotyczące informacji medycznych i pokrewnych zamieszczonych w Wikipedii.